# Philip Allen

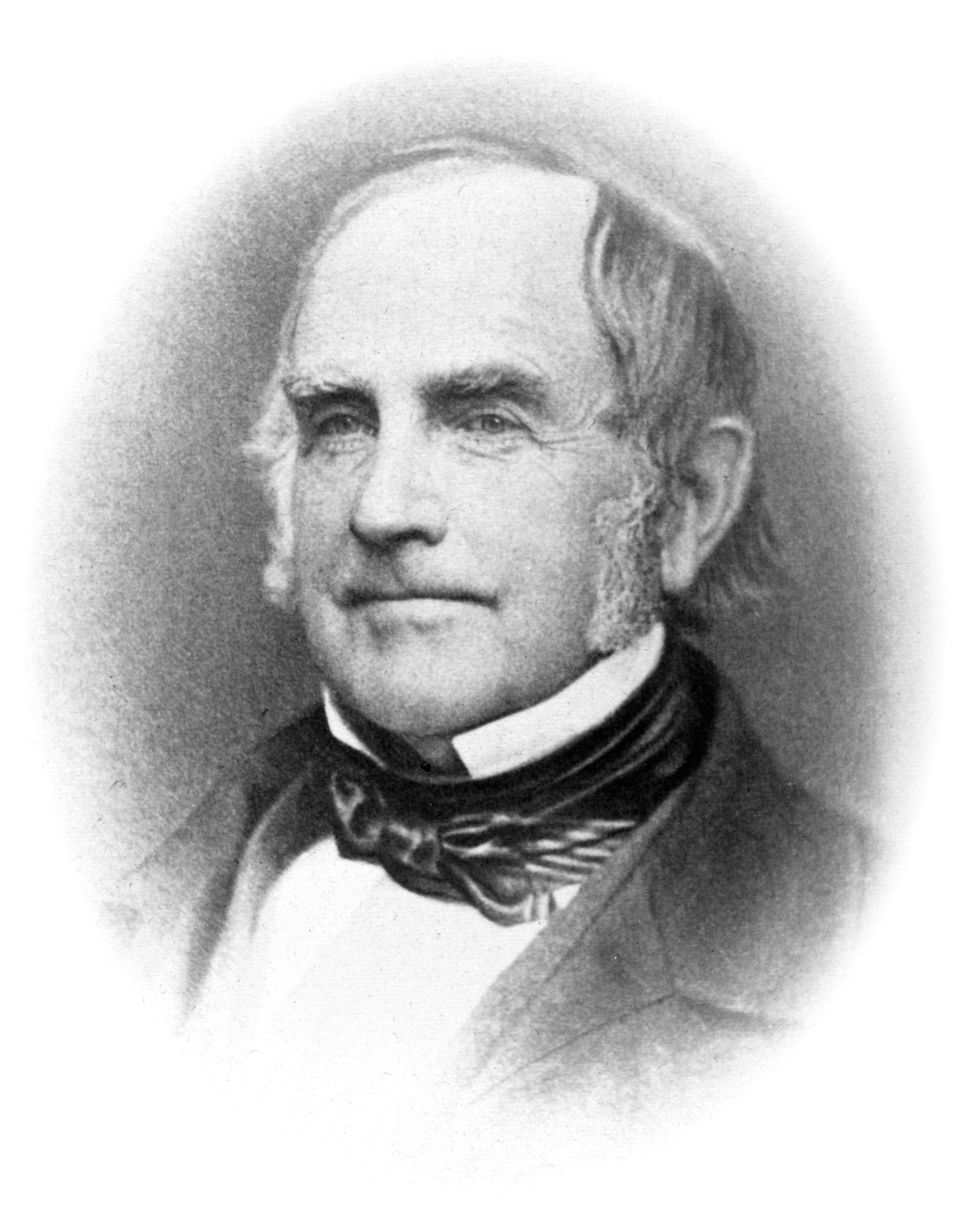
Philip Allen

Philip Allen, född 1 september 1785 i Providence i Rhode Island, död 16 december 1865 i Providence, var en amerikansk demokratisk politiker. Han var guvernör i delstaten Rhode Island 1851-1853. Han representerade sedan Rhode Island i USA:s senat 1853-1859.
Allen utexaminerades 1803 från Rhode Island College (numera Brown University). Han gifte sig 1814 med Nancy Aborn. Han var verksam inom utrikeshandeln och tillverkningen av bomullstyg.
Allen efterträdde 1851 Henry B. Anthony som guvernör. Han efterträddes 1853 av Francis M. Dimond. Allen efterträdde sedan 1853 John Hopkins Clarke som senator. Han efterträddes efter en mandatperiod i senaten av tidigare guvernören Anthony, som hade bytt parti från whigs till republikanerna.
Allens grav finns på North Burial Ground i Providence.